# فاديم لاريونوف
فاديم لاريونوف (بالروسية: Ларионов, Вадим Вячеславович)‏ (22 أكتوبر 1996 بباتشاتسكيي في روسيا - ) هو لاعب كرة قدم روسي في مركز الهجوم. لعب مع نادي سيسكا موسكو وFC Irtysh Omsk ‏ وFC Sibir-2 Novosibirsk ‏ وميتالورج كوزباس نوفوكوزنتسك.

## وصلات خارجية
- فاديم لاريونوف على موقع قاعدة بيانات كرة القدم.إي يو (الإنجليزية)
- فاديم لاريونوف على موقع Soccerway.com (الإنجليزية)
- فاديم لاريونوف على موقع عالم كرة القدم.نت (الإنجليزية)